# 阿兹号巡防舰
阿兹号巡防舰（ENS Al-Aziz，舷号904）是埃及海军第一艘MEKO型护卫舰，由蒂森克虜伯海洋系統制造。于2019年11月开工建造，2021年4月27日下水，同年7月命名，2022年10月14日交付，同年10月30日入列。
埃及海军还向德国方面订购了其余3艘同型舰，其中前3艘在德国原厂建造，最后1艘技术转移至埃及本土建造，另保留两艘选择权。